# Johann Philipp Förtsch
Johann Philipp Förtsch (* 14. Mai 1652 in Wertheim; † 14. Dezember 1732 in Eutin) war ein deutscher Komponist, Staatsmann und Arzt.

## Leben
Johann Philipp Förtsch wurde als einer von vier Söhnen des Wertheimer Bürgermeisters Jakob Förtsch (1599–1659) geboren; der Theologe Michael Förtsch war sein jüngster Bruder. Er studierte in Jena Medizin und in Bayreuth oder Halle (Saale) bei Johann Philipp Krieger Komposition. Anschließend reiste er durch Deutschland, Holland und Frankreich. 1678 wurde er in der Hamburger Ratskapelle Tenorist und Sänger in der im selben Jahr neu eröffneten Oper am Gänsemarkt. In Hamburg komponierte Förtsch zahlreiche Opern, die allesamt aufgeführt wurden. 1680 wurde er als Nachfolger von Johann Theile Kapellmeister am Hof des Herzogs von Schleswig-Holstein-Gottorf, doch wegen politischer Unruhen währte dieses Amt nur kurz.
1681 wurde Förtsch an der Universität Kiel zum Dr. med. promoviert, worauf er neben seiner musikalischen Tätigkeit in Hamburg, Schleswig und Husum als Arzt tätig war. Als er 1689 Hofarzt in Schleswig wurde, gab er seine musikalischen Tätigkeiten auf. 1694 wurde er Leibarzt und Hofrat des Fürstbischofs von Lübeck August Friedrich von Schleswig-Holstein-Gottorf, der in Eutin residierte. Nach dessen Tod übernahm er 1705 diplomatische Aufgaben zugunsten von Christian August von Schleswig-Holstein-Gottorf in Zusammenhang mit der Nachfolgekrise, die letztlich durch das Eingreifen der englischen Königin Anne sowie der Generalstaaten und nach Zusicherung einer Rente für den dänischen Kandidaten Prinz Karl zum Abschluss gebracht wurde, so dass Christian August die Nachfolge antreten konnte. Förtsch war auch für ihn als Arzt und Justizrat in Eutin und Lübeck tätig.

## Gemälde von Johannes Voorhout
Die Musikwissenschaftlerin Kerala J. Snyder erörtert in ihrem Buch Dieterich Buxtehude. Leben, Werk, Aufführungspraxis eine mögliche Darstellung von Johann Philipp Förtsch auf einem Gemälde von Johannes Voorhout. Für den jüngeren Mann links von der Lautenistin käme eventuell Johann Philipp Förtsch in Frage. Unter den anderen dargestellten Personen befinden sich Johann Adam Reincken und Dieterich Buxtehude.

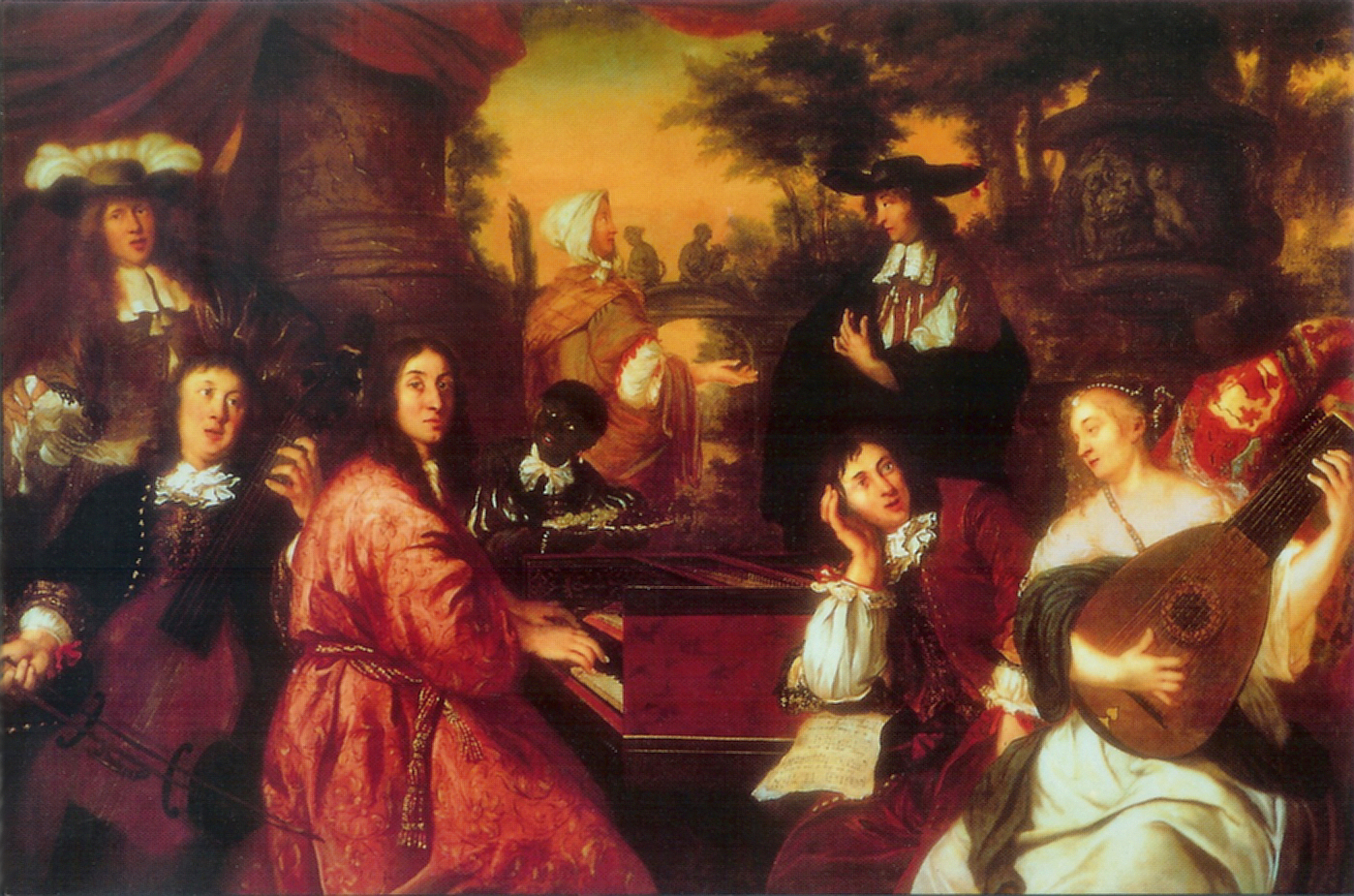
Gemälde von Johannes Voorhout
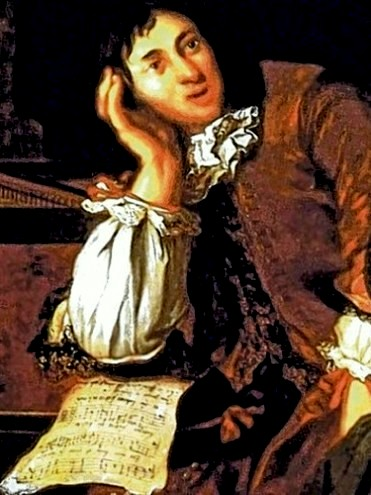
Detail

## Werk
Bühnenwerke
- Das unmöglichste Ding (Lukas von Bostel, nach Lope de Vega, 1684)
- Der hochmüthige, gestürzte und wieder erhabene Crösus (Lukas von Bostel, nach Nicolò Minato, 1684)
- Der Grosse Alexander in Sidon (Christian Heinrich Postel, nach Aurelio Aureli, UA Hamburg 1688)
- Die Heilige Eugenia, oder Die Bekehrung der Stadt Alexandria zum Christenthum (Christian Heinrich Postel, vermutlich nach Girolamo Bartolommei, UA Hamburg 1688)
- Der im Christenthum biß in den Todt beständige Märtyrer Polyeuctes (Heinrich Elmenhorst, nach Pierre Corneille, UA Hamburg 1688)
- Der mächtige Monarch der Perser, Xerxes, in Abidus (Christian Heinrich Postel nach Minato, UA Hamburg 1689)
- Cain und Abel, oder der verzweifelnde Bruder-Mörder (Christian Heinrich Postel, nach Michael Johansen, UA 1689)
- Die betrübte und erfreuete Cimbria (Christian Heinrich Postel, UA Hamburg 1689)
- Die Groß-Mächtige Thalestris, oder Letzte Königin der Amazonen (Christian Heinrich Postel, nach Gautier de Costes de La Calprenède, UA Hamburg 1690)
- Ancile romanum, das ist des Römischen Reichs Glücks-Schild (Christian Heinrich Postel, UA Hamburg 1690)
- Bajazeth und Tamerlan (Christian Heinrich Postel, nach Giulio Cesare Corradi, UA Hamburg 1690)
- Der irrende Ritter Don Quixotte de la Mancia (Hinrich Hinsch, nach Miguel de Cervantes, 1690)

Geistliche Werke
- 82 geistliche Konzerte für Sänger und Instrumente

Instrumentalwerke

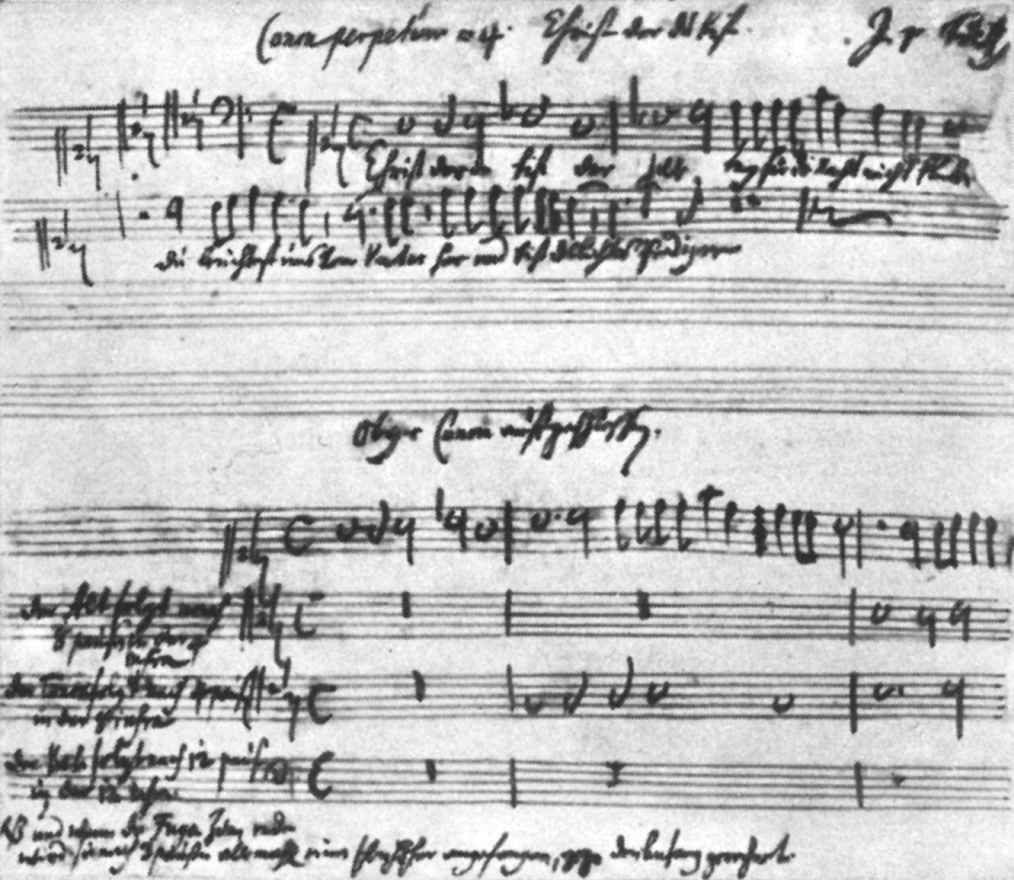
Autograph des Kanons a 4 Christ der du bist

- 32 Canones für 2 bis 8 Stimmen über Christ, der du bist der helle Tag, 1680
- Canon perpetuus zu vier Stimmen über den gleichen Choral
- Allemande zu vier Stimmen
- Kanons
- Kontrapunktstudien
- Tripelfuge (zu Lehrzwecken)

Musiktheoretische Werke
- Musicalischer Compositions Tractat
- Von den dreyfachen Contrapunkten